# Receptor del VIH

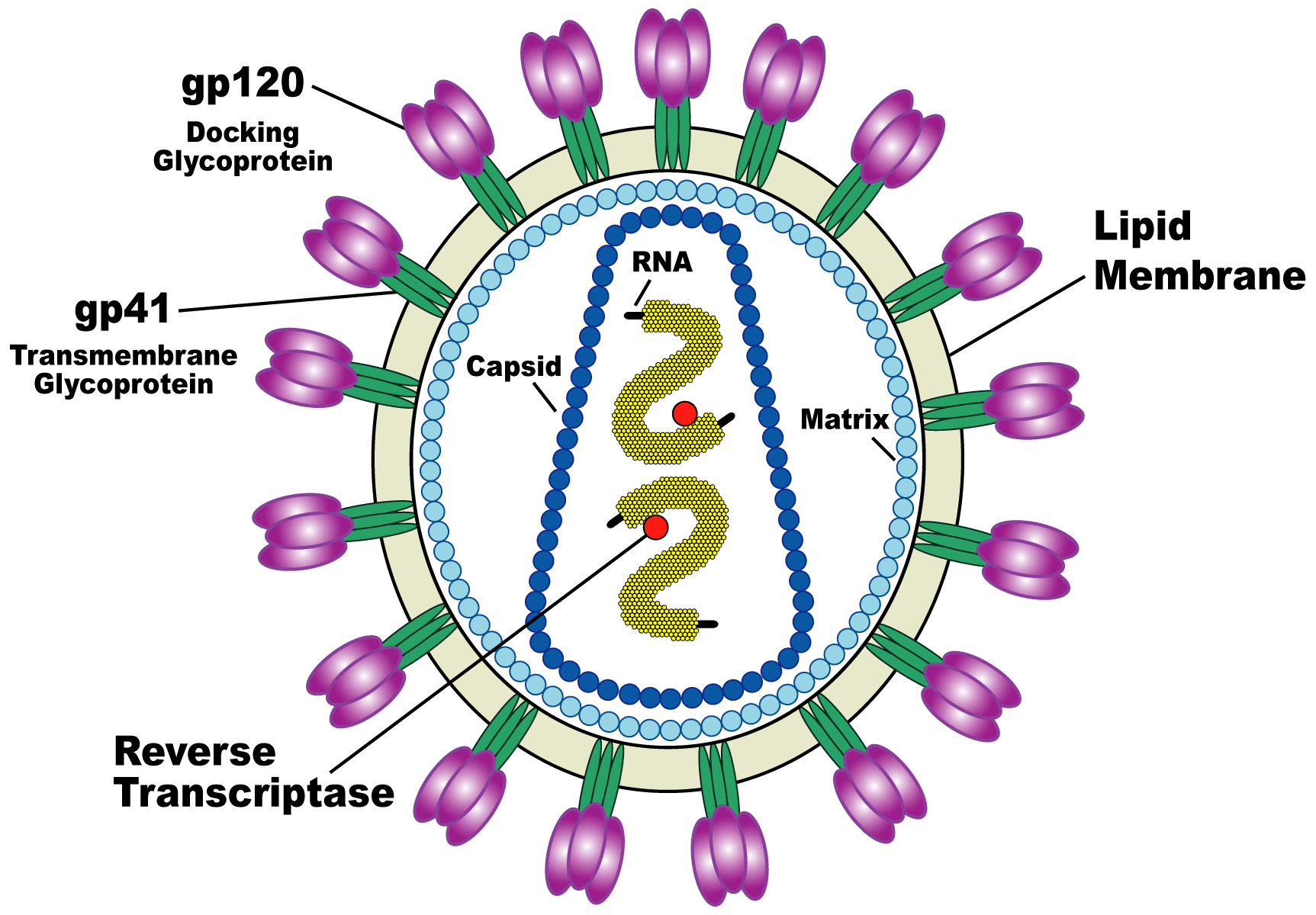
Diagrama del VIH

El Virus de la Immunodeficiència Humana (VIH) és un virus que infecta a les cèl·lules T del sistema immunològic de l'organisme. El seu virió és esfèric, recobert d'un embolcall i una càpside proteica. El VIH és un retrovirus de mutació ràpida capaç de convertir el seu ARN víric en ADN, mitjançant l'actuació enzimàtica de la transcriptasa inversa. El procés que segueix el VIH per a començar la infecció de la cèl·lula hoste es basa en el reclutament del seu receptor i co-receptors.
El virus del VIH és capaç d'infectar les cèl·lules dels humans gràcies a la presència d'un receptor, la glicoproteïna CD4, i altres co-receptors com les quimiocines CCR5 o CXCR4.
Les quimiocines són una família de proteïnes que es troben a la superfície de les cèl·lules immunològiques de l'organisme, les quals han estat responsables de la secreció d'aquestes. Les quimiocines són un tipus de citocines de baix pes molecular que tenen funció quimiotàctica, fet que explica el seu nom. Aquestes proteïnes es poden veure classificades de diferents formes. Una d'elles ve determinada pel nombre i situació de les cisteïnes de les quimiocines. Així trobem quatre grups, on C fa referència al residu de cisteïna:

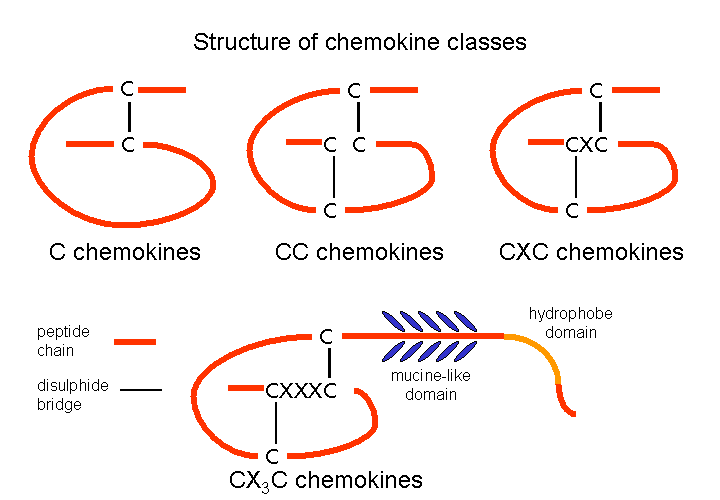
Estructura i classificació de les quimiocines

- CC: quimiocines que tenen dos residus de cisteïna prop del seu amino terminal.
- C: conegudes també com a quimiocines pròpiament dites, aquestes contenen només dos residus de cisteïna; un d'ells és un N-terminal cisteïna i l'altre pertany al downstream.
- CXC: X és un sol residu d'aminoàcid, el qual separa els dos residus de cisteïna.
- CX3C: quimiocines que entre dos residus de cisteïna contenen tres aminoàcids (X).

Segons alguns estudis, tant el receptor com el co-receptor es troben en zones molt restringides de la membrana cel·lular. Això no obstant, tenen mobilitat. De fet, set co-receptors de membrana són significativament molt més mòbils que el receptor del VIH, la proteïna CD4.

## El receptor del VIH: CD4
El CD4 és una glicoproteïna expressada a la superfície de les cèl·lules T. Aparentment, el primer pas específic per a l'entrada del VIH a la cèl·lula hoste ve determinat per aquesta proteïna. D'altra banda, també s'encarrega de concentrar el virus a la superfície cel·lular i facilitar, com s'explica més endavant, la interacció amb les quimiocines.
De totes maneres, això no és suficient perquè el virus del VIH pugui entrar i infectar la cèl·lula hoste. S'ha vist in vitro que hi ha diferents tipus de cèl·lules que no posseeixen el receptor CD4 i que han estat infectades pel virus del VIH. D'altra banda, s'han trobat també certes cèl·lules d'altres animals que conten el receptor CD4, però que no presenten el VIH. D'aquesta manera, sembla que algunes quimiocines, com CCR5 i CXCR4, són necessàries, ja que actuen com a co-receptors per acabar de permetre l'entrada del VIH al limfòcit quan es coexpressa amb la CD4 a la superfície de la cèl·lula.
Primerament però, en el procés d'infecció, la CD4 és utilitzada pel VIH perquè es produeixi l'entrada a la cèl·lula hoste. Aquest virus, juntament amb una proteïna pròpia de l'embolcall viral, coneguda com a gp120, ataca a la proteïna CD4, unint-s'hi i causant un canvi de conformació en dos co-receptors del VIH.
Un d'ells és el CXCR4, un receptor acoblat a proteïnes G que conté set dominis transmembrana, els quals es poden trobar a les cèl·lules T del sistema immunològic de l'organisme. Quan s'expressa aquest co-receptor amb el CD4, el VIH és capaç de fusionar-se amb la cèl·lula i infectar-la. D'aquesta manera, el VIH interacciona amb el seu receptor i co-receptors per a poder adherir-se a la cèl·lula, provocant certs canvis conformacionals a la membrana cel·lular.
Un cop feta la identificació del CXCR4, un altre co-receptor, el CCR5, el qual es troba expressat en macròfags i cèl·lules T del sistema immunològic, pot funcionar juntament amb la proteïna CD4 per a permetre la infecció del VIH. Aquest és el co-receptor fisiològic més important durant el procés natural de la infecció. Els lligands per aquest receptor, RANTES, MIP-1β i MIP-1α (conegudes també com a CCL5, CCL4 i CCL3 respectivament), són capaços de suprimir la infecció del VIH-1 in vitro. Aquest descobriment aportà el primer inici que aquestes molècules semblaven controlar la infecció, com si fossin part de la resposta immunitària in vivo, aparentant controlar el curs natural del VIH.
Tot i així, cal dir que hi ha altres co-receptors (altres quimiocines) que participen en aquests procés. Malgrat tot, els més importants són el CXCR4 i el CCR5, juntament amb el receptor CD4.
Un cop succeït tot això, després que el virus del VIH s'hagi lligat al receptor de les quimiocines, una altra proteïna del virus, la gp41, pateix un canvi en la seva conformació que ajuda a fer que el virus insereixi un pèptid de fusió a la cèl·lula immunològica T. Això permetrà que la membrana externa del virus es fusioni amb la membrana cel·lular de la cèl·lula hoste i, conseqüentment, el nucli viral podrà entrar en el citoplasma del limfòcit.

## El receptor CD4 en el tractament pel VIH
Les proteïnes CD4, que actuen com a receptors del virus VIH, mesuren el nombre de cèl·lules que contenen aquest receptor. Així, es pot mesurar el nombre de cèl·lules que hi ha per mm3 de sang. Mentre que el test de les glicoproteïnes CD4 no és útil per localitzar el DNA víric o anticossos específics, aquest és utilitzat per avaluar el sistema immunològic dels pacients. Aquests solen sotmetre’s a tractaments quan el nivell de CD4 arriba a un punt baix, entorn de les 200 cèl·lules per microlitre. A més, es creu que el receptor CD4 pot determinar l'eficàcia del tractament.